# 瓦列里·博洛托夫
瓦列里·德米特里耶维奇·博洛托夫（俄语：Валерий Дмитриевич Болотов，羅馬化：Valeriy Dmitriyevich Bolotov，發音：[vɐˈlʲerʲɪj ˈdmʲitrʲɪjɪvʲɪdʑ ˈbolətəf]；1970年2月13日—2017年1月27日），烏克蘭親俄武裝領導人，前頓巴斯親俄武裝最高领导人之一，已故卢甘斯克人民共和国元首。苏联时期曾是一名空降兵，在亚美尼亚和阿塞拜疆战场服役。2014年烏克蘭親俄動亂爆发后，博洛托夫出任卢甘斯克州“人民州长”。